# イスマイラ・サール
イスマイラ・サール（Ismaïla Sarr,1998年2月25日 - ）は、セネガル・サン＝ルイ出身のサッカー選手。プレミアリーグ・クリスタル・パレスFC所属。セネガル代表。ポジションはフォワード。

## 経歴

### クラブ
サン＝ルイに生まれ、首都ダカールのジェネラシオン・フットでキャリアをスタート。2016年7月13日、FCメスと自身初となるプロ契約を結んだ。契約は5年。8月13日のリールOSC戦で加入後初出場。9月11日のFCナント戦で初先発&フル出場。2017年7月、移籍金1700万ユーロでスタッド・レンヌへ完全移籍。レンヌ史上、ルーカス・セベリーノに次ぐ高額移籍となった。2019年8月8日、ワトフォードFCはクラブ史上最高額の移籍金でサールを獲得したことを発表した。5年契約を結んだ。2020年2月29日、リヴァプールFC戦では2ゴールを決め、リーグ戦18連勝中で前シーズンから44試合無敗だったリヴァプールに勝利した。
2023年7月24日、オリンピック・マルセイユに5年契約で移籍した。
2024年8月1日、クリスタル・パレスFCに移籍した。

### 代表
U23年代からセネガル代表に選出され、弱冠17歳ながらアフリカ U-23ネイションズカップ2015に出場した。
同年9月にダカールで開催されたアフリカネイションズカップ2017予選・ナミビア戦でA代表初キャップ。
2018 FIFAワールドカップに臨むセネガル代表に選出される。グループリーグ3戦全てに出場するが、決勝トーナメント進出は叶わなかった。日本戦にも出場し、対峙した長友佑都から「もうスピードはトップクラスですし、これからビッグクラブに行くような選手だな、というのは感じていますね。本当に素晴らしい選手です」と評された。

## 代表歴

### 出場大会
- セネガル代表
  - 2018 FIFAワールドカップ
  - 2022 FIFAワールドカップ

### 試合数
- 国際Aマッチ 56試合 11得点（2016年-）[15]

| セネガル代表 | 国際Aマッチ | 国際Aマッチ |
| 年           | 出場        | 得点        |
| ------------ | ----------- | ----------- |
| 2016         | 1           | 0           |
| 2017         | 9           | 2           |
| 2018         | 10          | 1           |
| 2019         | 9           | 1           |
| 2020         | 3           | 1           |
| 2021         | 8           | 4           |
| 2022         | 12          | 2           |
| 2023         | 4           | 0           |
| 2024         |             |             |
| 通算         | 56          | 11          |

### 得点
2022年1月30日現在
| No | 開催日         | 会場         | 対戦国         | スコア | 結果 | 試合概要                       |
| -- | -------------- | ------------ | -------------- | ------ | ---- | ------------------------------ |
| 1  | 2017年1月8日   | ブラザヴィル | リビア         | 2–1    | 2–1  | 親善試合                       |
| 2  | 2017年9月5日   | ワガドゥグー | ブルキナファソ | 1–1    | 2–2  | 2018 FIFAワールドカップ予選    |
| 3  | 2018年6月8日   | オシエク     | クロアチア     | 1–0    | 1–2  | 親善試合                       |
| 4  | 2019年7月1日   | カイロ       | ケニア         | 1–0    | 3–0  | アフリカネイションズカップ2019 |
| 5  | 2020年10月9日  | ラバト       | モロッコ       | 1–3    | 1–3  | 親善試合                       |
| 6  | 2021年6月5日   | ティエス     | ザンビア       | 3–0    | 3–1  | 親善試合                       |
| 7  | 2021年9月7日   | ブラザヴィル | コンゴ共和国   | 2–1    | 3–1  | 2022 FIFAワールドカップ予選    |
| 8  | 2021年11月14日 | ティエス     | コンゴ共和国   | 1–0    | 2–0  | 2022 FIFAワールドカップ予選    |
| 9  | 2021年11月14日 | ティエス     | コンゴ共和国   | 2–0    | 2–0  | 2022 FIFAワールドカップ予選    |
| 10 | 2022年1月30日  | ヤウンデ     | 赤道ギニア     | 3–1    | 3–1  | アフリカネイションズカップ2021 |

## タイトル

### クラブ
スタッド・レンヌ
- クープ・ドゥ・フランス : 2018-19

クリスタル・パレス
- FAカップ : 2024-25

### 代表
セネガル代表
- アフリカネイションズカップ : 2021